# Laura Bayfield
Laura Bayfield (Auckland, 5 marzo 1999) è una rugbista a 15 neozelandese, seconda linea delle Matatū.

## Biografia
Cresciuta ad Auckland, si formò sportivamente nella pallavolo, nel netball e nell'hockey; scoprì il rugby solo dopo il suo arruolamento nell'esercito, quando una commilitone la invitò a un allenamento.
Per via della sua altezza (177 cm) le fu proposto il ruolo di seconda linea, nel quale si trovò subito a proprio agio.
Originariamente dislocata presso la seconda squadra genieri dell'esercito, iniziò a giocare a livello provinciale per Tasman in presito da Canterbury, provincia alla quale tornò dopo il trasferimento alla terza squadra genieri di Burnham, vicino Christchurch.
Entrata nel 2024 a far parte della formazione di Super Rugby Aupiki delle Matatū, di stanza proprio a Christchurch, ha ricevuto un anno più tardi la prima convocazione nelle Black Ferns, la nazionale maggiore femminile della Nuova Zelanda, con cui ha esordito in un test match contro l'Australia a luglio 2025.
Poche settimane più tardi il CT della nazionale Allan Bunting ha inserito Bayfield nella lista delle 32 giocatrici della squadra neozelandese alla Coppa del Mondo 2025 in Inghilterra.